# Кастед-Кандо
Касте́д-Кандо́ (фр. Casteide-Candau) — коммуна во Франции, находится в регионе Аквитания. Департамент — Атлантические Пиренеи. Входит в состав кантона Арти-э-Пеи-де-Субестр. Округ коммуны — По.
Код INSEE коммуны — 64172.

## География
Коммуна расположена приблизительно в 640 км к югу от Парижа, в 150 км южнее Бордо, в 29 км к северо-западу от По.
На юго-западе коммуны протекает река Люи-де-Беарн.

### Климат
Климат тёплый океанический. Зима мягкая, средняя температура января — от +5°С до +13°С, температуры ниже −10 °C бывают редко. Снег выпадает около 15 дней в году с ноября по апрель. Максимальная температура летом порядка 20-30 °C, выше 35 °C бывает очень редко. Количество осадков высокое, порядка 1100 мм в год. Характерна безветренная погода, сильные ветры очень редки.

## Население
Население коммуны на 2010 год составляло 221 человек.
| 1962 | 1968 | 1975 | 1982 | 1990 | 1999 | 2010 |
| ---- | ---- | ---- | ---- | ---- | ---- | ---- |
| 164  | 172  | 188  | 186  | 185  | 184  | 221  |

## Администрация
| Период | Период | Фамилия        | Партия | Примечания |
| ------ | ------ | -------------- | ------ | ---------- |
| 1995   | 2014   | Анри Лакост    |        |            |
| 2014   | 2020   | Жан-Мари Пинон |        |            |

## Экономика
В 2010 году среди 134 человек трудоспособного возраста (15-64 лет) 109 были экономически активными, 25 — неактивными (показатель активности — 81,3 %, в 1999 году было 75,9 %). Из 109 активных жителей работали 91 человек (50 мужчин и 41 женщина), безработных было 18 (12 мужчин и 6 женщин). Среди 25 неактивных 5 человек были учениками или студентами, 15 — пенсионерами, 5 были неактивными по другим причинам.